# Mörttjärnen (Malå socken, Lappland, 723373-164645)
Mörttjärnen är en sjö i Malå kommun i Lappland och ingår i Skellefteälvens huvudavrinningsområde.